# Разгонин, Александр Иванович

Немецкий танк форсирует Западную Двину по сборному металлическому мосту. Июнь 1941 года

Александр Иванович Разгонин (1919—2012) — советский военный лётчик морской авиации. Участник Великой Отечественной войны. Герой Советского Союза (22.01.1944). Гвардии подполковник (26.12.1972).

## Биография
Родился 30 августа 1919 года в посёлке Илларионовский Пятигорского округа Терской области Юга России (ныне город Минеральные Воды, административный центр Минераловодского района Ставропольского края Российской Федерации) в рабочей семье Ивана Фёдоровича и Варвары Захаровны Разгониных. Русский. Окончил девять классов средней школы. Авиацией Александр увлекался с детства. Во время учёбы в школе занимался планеризмом. В 1937—1938 годах прошёл курс обучения в Минераловодском филиале Пятигорского аэроклуба.
С декабря 1938 года — на службе в ВМФ СССР. Учился в Военно-морском авиационном училище имени Сталина в городе Ейске, которое окончил в 1940 году. С декабря этого года он начал военную службу младшим пилотом морского бомбардировщика ДБ-3Ф 1-го минно-торпедного авиационного полка 8-й бомбардировочной авиационной бригады ВВС Балтийского флота. Перед войной полк базировался на аэродроме Беззаботное под Ленинградом.
В боях с немецко-фашистскими захватчиками с 24 июня 1941 года в звании младшего лейтенанта. Боевое крещение принял во время налёта на крупный немецкий порт Мемель. Умело преодолел зенитный огонь, точно вывел бомбардировщик на цель, но всё же молодому лётчику не хватило боевого опыта. На обратном пути у него закончилось топливо, и он вынужден был посадить самолёт недалеко от Риги и возвращаться в часть поездом. Памятным стал также второй боевой вылет, совершённый им 30 июня 1941 года. Перед полком была поставлена задача разбомбить немецкие войска и технику, скопившиеся на переправе через Западную Двину в районе Даугавпилса. Во время атаки полк потерял 13 экипажей, среди которых было пять молодых лейтенантов, недавних выпускников лётных училищ, в том числе и его друг и однокашник по Ейскому военно-морскому училищу младший лейтенант П. С. Игашов, направивший свой самолёт в колонну немецких танков. Самолёт Александра Разгонина также получил не менее десяти пробоин от огня вражеских истребителей и зенитной артиллерии, но он смог привести машину на свой аэродром.
В августе 1941 года 1-й минно-торпедный полк перебазировался на остров Эзель, откуда с аэродрома Кагул совершал боевые вылеты на минирование немецких и финских фарватеров в Балтийском море, а также наносил бомбовые удары по военным и политическим объектам на территории Германии. В одном из вылетов на Берлин принимал участие и младший лейтенант Александр Разгонин. Во время выполнения боевого задания его самолёт получил повреждения, но он смог благополучно вернуться на базу. В конце месяца полк перелетел на аэродром Новинки в Калининской области, с которого наносил удары по войскам противника, наступавшим на волховском направлении, и объектам его инфраструктуры. Действовать лётчикам приходилось без прикрытия истребителей, часто в тяжёлых метеоусловиях, поэтому каждый вылет был сродни подвигу.
Евгений Николаевич Преображенский, в то время командовавший 1-м минно-торпедным полком, вспоминал:

Сколько у нас молодых и отважных героев. Они ежедневно проявляют героизм, граничащий с самопожертвованием. Саша Пресняков, Павел Колесник, Александр Разгонин, Николай Кудряшов, Виктор Чванов… В дни, когда фашисты стремились замкнуть кольцо блокады вокруг Ленинграда и наступали на Волховском участке фронта, они проявили не только исключительное мужество, но и невиданное мастерство. В одну из боевых ночей метеосводка ничего утешительного не предвещала. Погода была такой, что лететь совершенно невозможно. Командующий пятьдесят четвёртой армией генерал-майор Иван Иванович Федюнинский попросил помочь с воздуха: А как помочь? Метёт метель. Я вызвал добровольцев-смельчаков. И в страшную метель при порывистом ветре они совершили на высоте сто пятьдесят-двести метров по три-четыре вылета за ночь!… Приказом по 54-й армии генерал-майор И. И. Федюнинский объявил Александру Преснякову, Павлу Колеснику, Александру Разгонину, Николаю Кудряшову, Виктору Чванову и другим участникам ночных рейдов благодарность за мужество и героизм, проявленные при бомбовых ударах по наступающим мотомехчастям противника.— Из книги: Мирошниченко Г. И. Ветер Балтики.
6 декабря 1941 года самолёт младшего лейтенанта Александра Разгонина был подбит и совершил вынужденную посадку недалеко от Москвы в зоне активных боевых действий. Ему и стрелку-радисту сержанту И. И. Рудакову удалось вернуться в полк только через месяц.
К началу 1942 года 1-й минно-торпедный авиационный полк произвёл 1778 боевых самолёто-вылетов и нанёс большой урон врагу. За отличие в боях приказом наркома ВМФ СССР № 10 от 18 января 1942 года он был преобразован в 1-й гвардейский мтап. В марте 1942 года полк перебазировался на аэродром Углово во Всеволожском районе Ленинградской области. Александр Разгонин как один из наиболее опытных лётчиков полка был отобран для участия в тренировочных полётах на Ил-4 с торпедным вооружением и с марта по июль 1942 года находился на обучении в 26-й отдельной разведывательной эскадрилье ВВС КБФ. Летом 1942 года вместе с десятью лётчиками полка приступил к крейсерским полётам над акваторией Балтийского моря. Первую торпедную атаку произвёл 13 октября 1942 года. Работая в паре с В. А. Балебиным, атаковал сторожевой корабль противника, но торпеда прошла мимо. При возвращении на базу советские лётчики были перехвачены вражескими истребителями ФВ-190. В воздушном бою они сбили три самолёта противника, но и сами получили до 30-40 пробоин каждый и с трудом дотянули до базы. Кроме вылетов на «свободную охоту» за кораблями и транспортами противника продолжал также участвовать в бомбовых ударах по военным объектам врага. Среди его целей были военно-морские порты неприятеля Таллин, Котка, Мемель, Либава и Хельсинки, его аэродромы Красногвардейск и Луга, железнодорожные узлы Красногвардейск, Мга, Тосна, Луга, Волосово.
Участвовал также участвовал в минировании фарватеров противника. Бомбил минные поля немцев в море, проделывая проходы для советских подводных лодок. В январе 1943 года лётчики полка принимали участие в прорыве блокады Ленинграда. В период с 12 по 16 января будучи пилотом 3-й авиаэскадрильи 1-го гвардейского минно-торпедного полка совершил 4 боевых вылета на бомбардировку железнодорожных станций Мга и Гатчина, в ходе которых он разрушил железнодорожное полотно, зажёг и повредил несколько станционных построек. 14 января при атаке станции Мга его самолёт был подбит огнём зенитной артиллерии. Взрывной волной вырвало редуктор с винтом левого мотора, но он на неисправном самолёте сделал два боевых захода, дав возможность штурману точно положить бомбы в цель. Об этом эпизоде биографии А. И. Разгонина в своих мемуарах вспоминал его однополчанин А. В. Пресняков:

15 января. Четвертую ночь подряд не вылезаем из самолётов. Железнодорожные станции Красногвардейск, Кингисепп, Луга, Волосово забиты вражескими эшелонами с войсками и техникой. Фашисты стараются протолкнуть их на Синявино, Мгу. А мы бомбим, вагоны горят, снаряды взрываются… Зенитки бьют страшно. Вчера около станции Мга на самолёте гвардии лейтенанта Александра Разгонина прямым попаданием снаряда разбило левый мотор и оторвало воздушный винт. Удержав машину на боевом курсе, Саша успешно отбомбился по скоплению эшелонов и благополучно привёл самолёт на свой аэродром.— Пресняков А. В. Над волнами Балтики.

Грузовой пароход «Хайнрих фон Плауэн».

С наступлением лета 1-й гвардейский минно-торпедный полк вернулся к активным действиям на Балтике. В ночь с 5 на 6 июня 1943 года во время крейсерского полёта в 9 милях западнее мыса Колкасрагс он обнаружил немецкий конвой из трёх транспортов. Выбрав самый крупный из них, произвёл торпедную атаку. В 2 часа 33 минуты по среднеевропейскому времени экипаж торпедоносца зафиксировал мощный взрыв, в результате которого судно через 20 минут затонуло. Уже после войны выяснилось, что советские лётчики пустили на дно немецкий грузовой пароход «Хайнрих фон Плауэн» (Heinrich von Plauen).
В ночь на 22 июля 1943 года в 12 милях юго-западнее острова Рухну он обнаружил два транспорта, шедших без боевого охранения. В 3 часа 50 минут по среднеевропейскому времени он атаковал один из кораблей водоизмещением до 8000 тонн, под завязку гружённый военной техникой. Наблюдал, как от взрыва торпеды судно раскололось на две части и затонуло. К середине сентября 1943 года потопил пять вражеских транспортов и один сторожевой корабль — результат, сопоставимый с боевой работой подводной лодки — и стал одним из самых известных и результативных лётчиков-торпедоносцев Балтийского флота.
Писатель-фронтовик М. Л. Львов, во время войны неоднократно летавший с лётчиками 1-го гвардейского минно-торпедного полка на боевые задания в качестве воздушного стрелка, в своей книге «Пароль — Балтика» так характеризовал морского лётчика Александра Разгонина:

Невысокому, с острыми плечами лётчику можно было дать лет восемнадцать, хотя в действительности было 22 и он давно считался «стариком». С ним советовались не только вчерашние курсанты, но и командиры звеньев. Не теряющий самообладания в бою, он спокойно выдержал и испытание славой. Уже в 1943 году почти каждая передовая фронтовой газеты о торпедоносцах призывала учиться мужеству у Александра Разгонина.— Львов М. Л. Пароль — Балтика.
В октябре — ноябре 1943 года совершил несколько боевых вылетов на минирование Рижского залива и свободную охоту. Последний свой боевой вылет — восемьдесят девятый по счёту он произвёл 16 ноября 1943 года.
В 5 часов 25 минут экипаж под командованием Александра Разгонина, штурмана корабля Макарова, стрелка-радиста Мигунова и воздушного стрелка Гасанова взлетел с аэродрома Углово и взял курс на запад. Взлетевшие следом экипажи, едва долетев и до середины Финского залива, из-за нелётной погоды вскоре вернулись на базу. Александр Разгонин же продолжил полёт, несмотря на доклад штурмана об обледенении крыльев. Обнаружить цель в море экипажу не удалось, и чтобы не возвращаться на аэродром с торпедой, командир корабля принял решение идти на Либаву. В порту в это время находилось до пяти вражеских кораблей. Выбрав цель покрупнее, Александр Разгонин пустил торпеду, но немцы почти сразу открыли плотный заградительный огонь, и лётчик увёл свой самолёт за облака. Штурман взял курс на базу, но на высоте 2000 метров из-за обледенения остановился один из моторов. Лётчик едва дотянул до побережья, когда вышел из строя оставшийся мотор. В режиме планирующего полёта сумел протянуть ещё тридцать километров, пока не рухнул в лесной массив в 70 километрах северо-восточнее Пярну. В результате жёсткой посадки все члены экипажа получили различные травмы, но остались живы.
После трехдневных скитаний по лесу, лётчики встретили группу людей, которых они приняли за лесорубов. Однако «лесорубы» на деле оказались полицаями, которые передали лётчиков немецким оккупационным властям. Уже находясь в концлагере в Кёнигсберге, Александр Иванович узнал, что указом Президиума Верховного Совета СССР от 22 января 1944 года ему было присвоено звание Героя Советского Союза. Знали об этом и немцы. Вскоре в лагерь приехал представитель РОА, однако Александр Разгонин отказался сотрудничать с власовцами. В ноябре 1944 года его перевели в Ашаффенбург, откуда 8 марта 1945 года во время налёта союзной авиации он смог совершить побег. Более месяца он с двумя товарищами Петром Дудкиным и Иваном Таякиным пробирался на запад навстречу американским войскам. Серьёзным препятствием на пути беглецов стал Рейн, но бывшие узники нашли на берегу старую рыбацкую лодку без вёсел. Всю ночь они гребли ладонями и лишь под утро, окончательно выбившись из сил, всё же достигли противоположного берега. Вскоре они смогли выйти в расположение американских войск; 26 мая 1945 года американцы передали бежавшего из плена лётчика советской миссии. С 1 июля по 24 августа 1945 года проходил проверку в 28-м запасном стрелковом полку 12-й запасной стрелковой дивизии Южно-Уральского военного округа, после чего смог вернуться в свою часть.

Могила Разгонина на Богословском кладбище Санкт-Петербурга.

Продолжил службу в 1 гвардейском мтап ВВС КБФ с сентября 1945 года сначала пилотом, затем стал командиром звена. В ноябре 1948 года уволен с военной службы. Возможно, клеймо бывшего военнопленного отрицательно сказалась на дальнейшей карьере военного лётчика. Золотую Звезду Героя Советского Союза и грамоту Президиума Верховного Совета СССР о присвоении звания Героя ему так и не вручили.
С января 1951 года работал заведующим гаражом и с начала 1960-х годов — начальником такелажно-транспортного цеха на экспериментальном заводе Центрального научно-исследовательского института лесосплава в Ленинграде. По вечерам он учился в Университете марксизма-ленинизма. Ситуация начала меняться только в 1962 году, когда командующим авиацией Военно-Морского флота СССР стал бывший командир Александра Разгонина генерал-лейтенант И. И. Борзов, который приложил много усилий для возвращения честного имени прославленному боевому лётчику. Через восемнадцать лет Разгонину вручили заслуженную награду («Золотая Звезда» № 5090 и орден Ленина № 42162). Он попытался вернуться в морскую авиацию, но за пятнадцать лет, прошедших с его последнего полёта, развитие авиационной техники ушло далеко вперёд, и продолжить лётную работу он не смог.
Тем не менее, в июле 1965 года он в звании гвардии капитана был восстановлен на военной службе. Служил старшим инженером производственно-конструкторского бюро, с мая 1966 года — начальником цеха; с декабря 1969 года был начальником инспекции по качеству ремонта авиационной техники на 20-м авиаремонтном заводе ВМФ СССР в Пушкине. В сентябре 1981 года уволен в отставку в звании гвардии подполковника, но продолжал работать на том заводе в должности начальника одного из цехов до выхода на пенсию в 1990 году.
Жил в Ленинграде (с 1991 года — Санкт-Петербург). Умер 22 февраля 2012 года. Похоронен на Богословском кладбище (Братская дорожка).

## Список известных морских побед
| № | Дата       | Тип плавсредства                      | Водоизмещение, тонн | Район атаки                     |
| 1 | 06.06.1943 | грузовой пароход «Хайнрих фон Плауэн» | 1746                | 9 м зап. мыса Колкасрагс        |
| 2 | 22.07.1943 | транспорт                             | 8000                | 12 м юго-зап. острова Рухну     |
| 3 | 01.08.1943 | транспорт                             | 5000                | 11 м юго-вост. мыса Колкасрагс  |
| 4 | 02.09.1943 | танкер «Свеа Рюйтер»                  | 1336                | 11 м юго-вост. мыса Колкасрагс  |
| 5 | 16.09.1943 | транспорт                             | 3000                | 6 м сев.-вост. острова Найссаар |
| 6 | 16.09.1943 | финский сторожевой корабль «Уиско»    | 219                 | сев. острова Кери               |

## Награды
- Герой Советского Союза — Указом Президиума Верховного Совета СССР «О присвоении звания Героя Советского Союза офицерскому составу Военно-Морского флота» от 22 января 1944 года за «образцовое выполнение боевых заданий командования на фронте борьбы с немецкими захватчиками и проявленные при этом отвагу и геройство»[11].
- Медаль «Золотая Звезда» (22.01.1944);
- орден Ленина (22.01.1944);
- три ордена Красного Знамени (03.06.1943[12]; 14.08.1943[13]; 02.09.1943[14]);
- орден Отечественной войны 1-й степени (11.03.1985)[15];
- медали, в том числе:
  - медаль «За оборону Ленинграда»[16]
  - медаль «За победу над Германией»[17]

## Память
- Стела с барельефом Героя Советского Союза А. И. Разгонина установлена на Аллее Героев в городе Минеральные Воды.
- В его честь назван первый серийный самолёт-амфибия Бе-200ЧС, выпущенный на Таганрогском авиационном научно-техническом комплексе имени Г. М. Бериева.
- Имя «Александр Разгонин» амфибии дали в МЧС, куда самолёт поступил на вооружение в 12 января 2017 года[18].
- Именем Александра Разгонина названа улица в посёлке Ковалёво Всеволожского района Ленинградской области[19].

## Документы
- Общедоступный электронный банк документов «Подвиг Народа в Великой Отечественной войне 1941—1945 гг.» Дата обращения: 27 сентября 2013. Архивировано из оригинала 11 мая 2017 года.

Орден Красного Знамени (наградной лист и приказ о награждении от 03.06.1943).
Орден Красного Знамени (наградной лист и приказ о награждении от 14.08.1943).
Орден Красного Знамени (наградной лист и приказ о награждении от 02.09.1943).
Орден Отечественной войны 1-й степени (информация из карточки награждённого к 40-летию Победы.
- Обобщённый банк данных «Мемориал». Архивировано из оригинала 10 мая 2012 года.

ЦВМА, ф. 1787, оп. 2, д. 256.
Картотека безвозвратных потерь (лицевая сторона).
Картотека безвозвратных потерь (оборот).
ЦВМА, ф. 864, оп. 1, д. 527.
ЦВМА, ф. 12, оп. 5, д. 22.
ЦВМА, ф. 12, оп. 5, д. 162.
ЦВМА, ф. 12, оп. 5, д. 125.